# Cytherideidae
Cytherideidae is een familie van kreeftachtigen uit de klasse van de Ostracoda (mosselkreeftjes).

## Taxonomie

### Onderfamilies
- Cytherideinae Sars, 1925
- Habrocytherinae Gruendel, 1978 †

### Geslachten
- Afrocytheridea Bate, 1975 †
- Amazonacytheridea Purper, 1979 †
- Bishopina Bonaduce, Masoli & Pugliese, 1976
- Chlamydocytheridea Purper, 1979 †
- Clithrocytheridea Stephenson, 1936 †
- Cocoaia Howe, 1971
- Cophinia Apostolescu, 1961 †
- Corallicythere Hartmann, 1974
- Cyprideis Jones, 1857
- Dolocytheridea Triebel, 1938 †
- Endocythere Hu & Tao, 2008
- Falcocythere Gruendel, 1978 †
- Ferricythere Hu & Tao, 2008
- Flagellocythere Hartmann, 1974
- Fossocytheridea Swain & Brown, 1964 †
- Galliaecytheridea Oertli, 1957 †
- Haplocytheridea Stephenson, 1936
- Hemicyprideis Malz & Triebel, 1970 †
- Heterocyprideis Elofson, 1941
- Hsiaolina Hu & Tao, 2008
- Laevicytheridea Gruendel, 1978 †
- Leocytheridea Keen, 1984 †
- Leptocytheridea †
- Messinella Bold, 1969
- Miocyprideis Kollmann, 1960 †
- Nanacytheridea Gruendel, 1978 †
- Neocyprideis Apostolescu, 1957
- Neocytheridea Rajagopalan, 1962 †
- Ouachitaia Howe, 1971
- Ovocytheridea Grekoff, 1951 †
- Paleomonsmirabilia Apostolescu, 1957 †
- Paracyprideis Klie, 1929
- Paulacoutoia Purper, 1979 †
- Peratocytheridea Hazel, 1983 †
- Perissocytheridea Stephenson, 1938
- Pondoina Dingle, 1969 †
- Progytherideis Ruggieri, 1978 †
- Pseudocytheridea Schneider, 1949 †
- Pumilocytheridea Bold, 1963 †
- Rostrocytheridea Dingle, 1969 †
- Rotundracythere Mandelstam, 1958
- Sarsicytheridea Athersuch, 1982
- Sinocytheridea Hou in Hou et al., 1982
- Sphenocytheridea Keij, 1958 †
- Sulcostocythere Benson & Maddocks, 1964
- Veenidea Deroo, 1966 †
- Vetustocytheridea Apostolescu, 1957 †